# Echinospartum horridum
El erizón (Echinospartum horridum) es una especie perteneciente a la familia de las fabáceas.

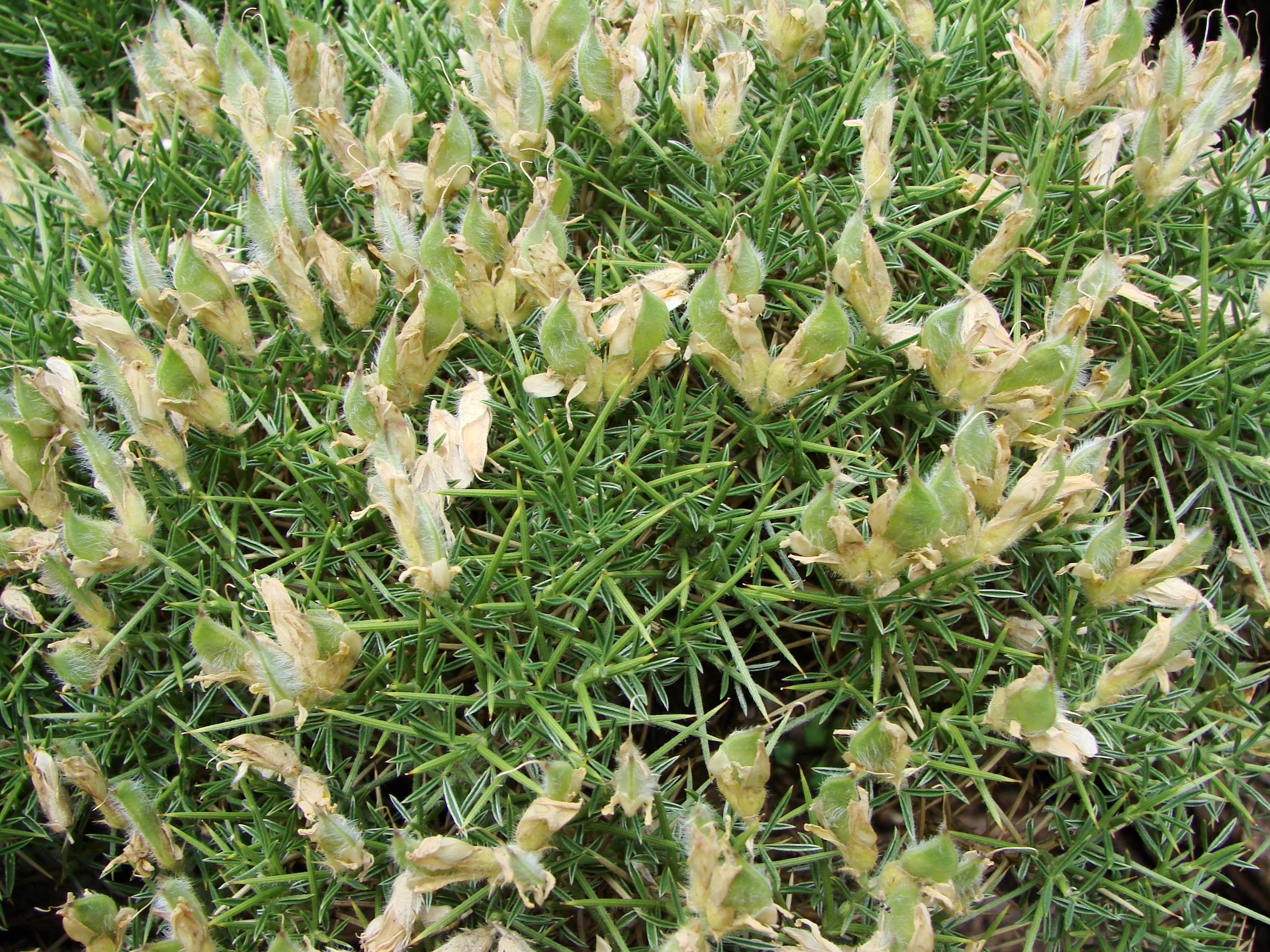
Vista de la planta

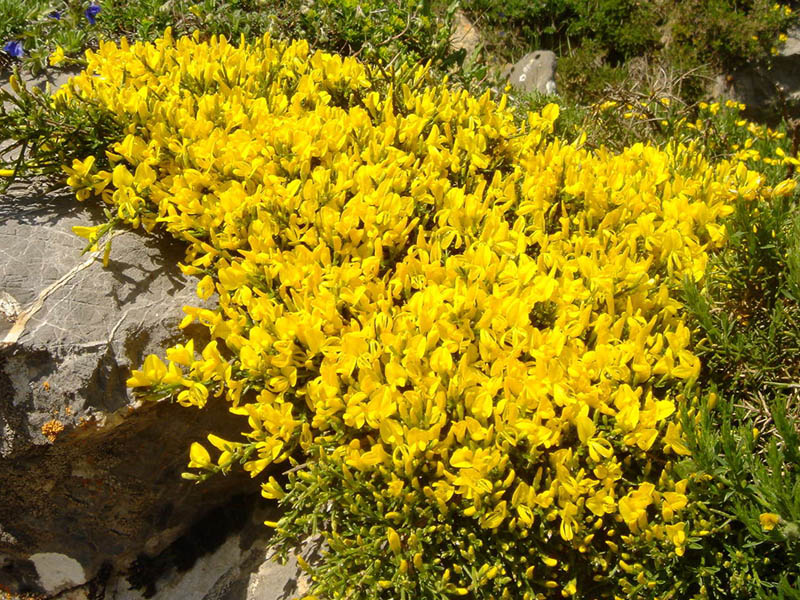
Planta en flor

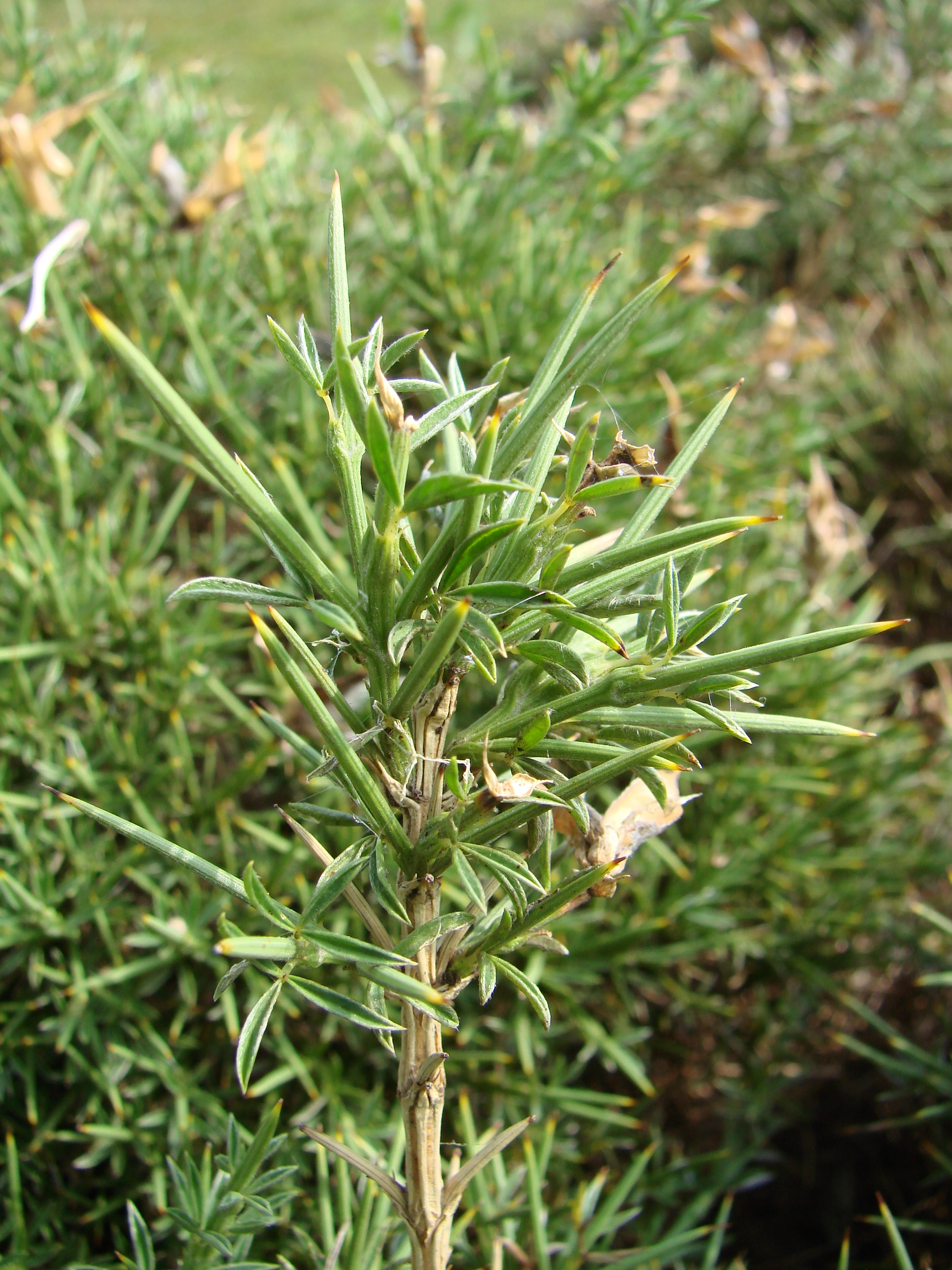
Vista de la planta

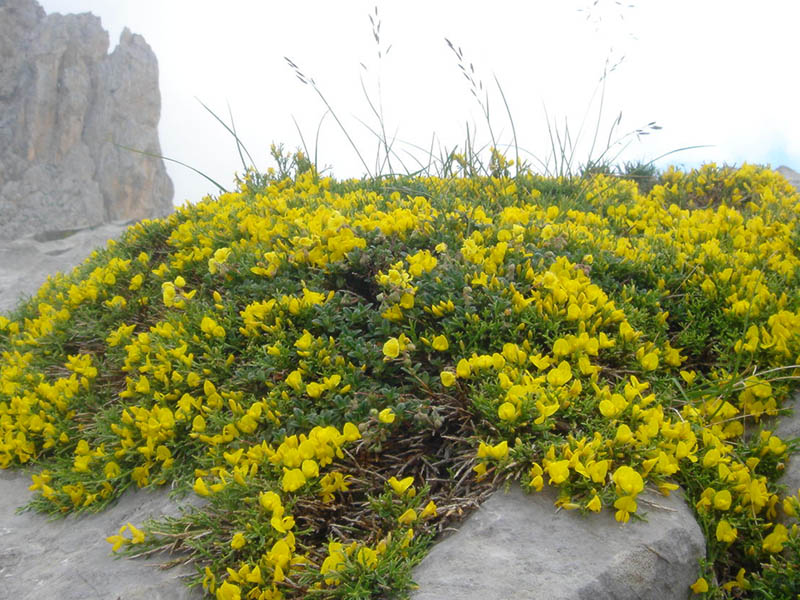
En su hábitat

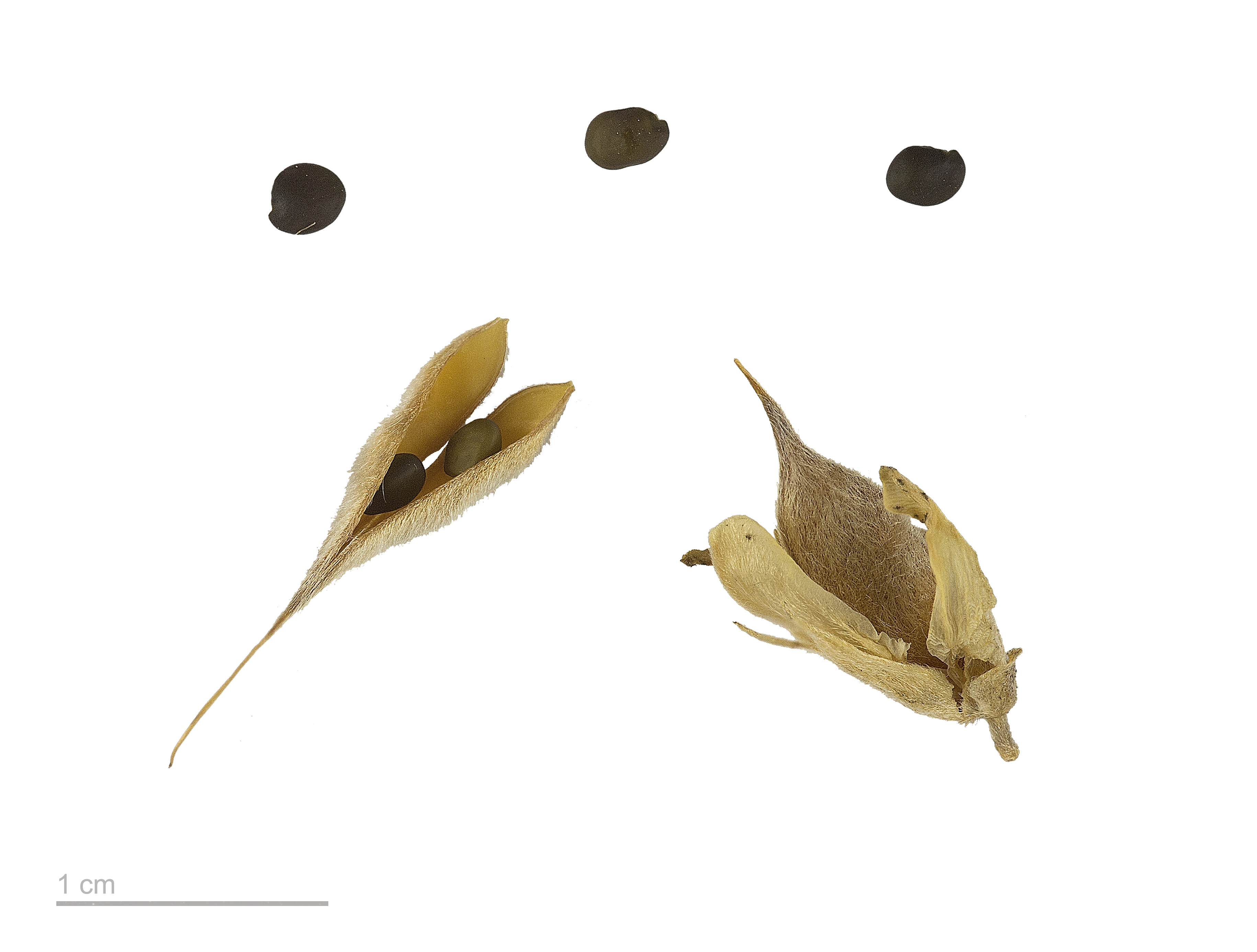
Echinospartum horridum - MHNT

## Descripción
Arbusto achaparrado, vivaz, con forma de cojín, densamente espinoso, que alcanza unos 40 cm de altura. Las ramas son muy densas y están armadas de espinas rígidas. Crecen unos junto a otros ocupando extensas superficies. Cada hoja está formada por un conjunto de 3 hojuelas pequeñas, en forma de punta de lanza, pelosas por debajo. Las flores se agrupan por parejas, aunque a veces son solitarias. Son de color amarillo vivo sobre brotes cortos y carentes de espinas. Los frutos están en  una vaina o legumbre cubierta de pelos sedosos. Florece en el verano y el otoño. Con 4 años adquiere esa forma de bola espinosa y a los 30 o 40 años de vida comienza a secarse por el centro hasta morir. La quema de matorrales para crear pastos favorece al erizón, que recoloniza al cabo de unos años. Los pastores quemaban periódicamente los erizones para obtener pastos.

## Distribución y hábitat
El erizón es endémico del Macizo Central  francés y de los Pirineos. Su área española se limita al Pirineo central y occidental (desde Leoz y Valle de Roncal hasta la Ribagorza leridana).
Habita en pedregales, prados y sobre rocas calizas. Es planta amante de la luz. Coloniza terrenos erosionados o incendiados y ocupa siempre zonas soleadas, no resistiendo la sombra, soporta la sequedad que causan los vientos, las heladas y los fríos. Germina muy bien tras los incendios. Esta especie se acompaña de enebro enano, gayuba, abrotano hembra en algunas zonas y diversa herbáceas como Teucrium pyrenaicum, Teucrium polium, Crepis albida, Plantago lanceolata,  Hippocrepis comosa.

## Taxonomía
Echinospartum horridum fue descrita por (Vahl) Rothm. y publicado en Botanische Jahrbücher für Systematik, Pflanzengeschichte und Pflanzengeographie 72: 83. 1941.
Etimología
Echinospartum: nombre genérico que deriva del griego antiguo: echînos ; latínizado echinus  = "erizo, marino y terrestre, cúpula de las castañas, etc."; y el género Spartium L. Las plantas de este género con frecuencia son espinosas y redondeadas.
horridum: epíteto latíno que significa "espinoso, erizado".
Citología
Número de cromosomas de Echinospartum horridum (Fam. Leguminosae) y táxones infraespecíficos = Echinospartum horridum (Vahl) Rothm.: n=22; 2n=44.
Sinonimia
- Cytisanthus horridus  (Vahl) Gams in Hegi
- Echinospartum horridum (Vahl) Fourr. ex B.D.Jacks.
- Echinospartum lugdunense (Jord.) Fourr.
- Genista erinacea Gilib.
- Genista horrida f. erinacea (Gilib.) Rouy in Rouy & Foucaud
- Genista horrida (Vahl) DC. in Lam. & DC.
- Genista lugdunensis Jord.
- Spartium horridum Vahl[7]

## Nombres comunes
- Castellano: abrizón, alberizo, alberizón, alizón, arizón, brinzón, carpín, curpins, erisó, erisones, eriz, erizón, erizones, escarpín, escartín, escorpín, esterizón, tollaga.[7]